# Cosamaloapan de Carpio (kommun)
Cosamaloapan de Carpio är en kommun i Mexiko.   Den ligger i delstaten Veracruz, i den sydöstra delen av landet, 400 km öster om huvudstaden Mexico City. Antalet invånare är 54 518. Arean är 581 kvadratkilometer.
Terrängen i Cosamaloapan de Carpio är platt.
Följande samhällen finns i Cosamaloapan de Carpio:
- Cosamaloapan de Carpio
- Fernando López Arias
- San Francisco
- Las Peñitas
- Benito Juárez
- San Isidro
- Cerro Colorado
- El Mirador
- Los Bálsamos
- Santa Cruz
- El Coyol
- Playa de Vaca
- Plan Bonito
- Gloria de Coapa
- El Saladero
- Nuevo Calatepec
- Lázaro Cárdenas
- Paso Nuevo
- Ampliación Raúl Saturnino
- La Laja
- Colonia Veinte de Noviembre
- Kilómetro Veinte
- Marco Antonio
- Diez de Abril
- Veinte de Noviembre
- El Pedregal
- El Bosque